# Concertul pentru pian nr. 1 (Beethoven)
Concertul pentru pian nr. 1 în Do major, Op. 15, al lui Ludwig van Beethoven a fost compus între 1796 și 1797. Dedicat elevei sale, Contesa Anna Louise Barbara Keglević, a avut premiera la Praga în 1798, cu Beethoven în calitate de solist.
Deși este primul concert pentru pian publicat al lui Beethoven, a fost de fapt a treia sa tentativă de a compune un concert, după un concert pentru pian în Mi bemol major nepublicat (a nu se confunda cu Concertul pentru pian nr. 5 "Imperialul" al lui Beethoven, și el compus în Mi bemol major) și Concertul pentru pian nr. 2, publicat după Concertul în Do major (1801) dar compus cu aproape zece ani înainte.

## Structura
Concertul este structurat în trei părți:
1. Allegro con brio
2. Largo
3. Rondo: Allegro scherzando

La fel ca și în cazul Concertului pentru pian nr. 2, concertul în Do major reflectă asimilarea de către Beethoven a stilului compozitorilor Mozart și Haydn în vreme ce schimbările armonice bruște demonstrează personalitatea muzicală a lui Beethoven.

### I.Allegro con brio
Prima parte este în formă de sonată la care sunt adăugate o introducere orchestrală, o cadență și o codă. Are o temă principală repetată de mai multe ori precum și câteva teme subordonate. Introducerea orchestrală își schimbă tonalitatea de câteva ori dar a doua introducere este în principal în Sol major. Dezvoltarea începe în Mi bemol major și este apoi modulată în Do minor, care se încheie cu glissando la octavă. Recapitularea este în tonalitatea Do major.
Sunt trei opțiuni pentru cadență în această parte, toate trei variind în durată și dificultate și toate trei încheindu-se cu triluri. Coda este interpretată doar de orchestră. Interpretarea acestei părți durează între 16 și 18 minute.

### II.Largo
A doua parte este în tonalitatea La bemol major, o relativă îndepărtată a tonalității Do major din prima parte. Dacă partea adera la forma tradițională, ar fi fost în Fa major, gama subdominantă a lui Do major.
Ca și în majoritatea părților lente, Largo este în formă tripartită (ABA). Secțiunea A din introducere prezintă câteva teme care sunt apoi dezvoltate în secțiunea mediană B.
O interpretare tipică durează mai mult de zece minute.

### III.Rondo: Allegro scherzando
Ultima parte este un rondel în șapte părți (ABACABA), o formă tradițională în concertele clasice. Pianul introduce tema principală care este apoi repetată de orchestră. Cele două secțiuni B (teme subordonate) sunt în Sol major, respectiv Do major. Secțiunea mediană este în La minor.
Cele două cadențe scurte sunt indicate de Beethoven în această parte, una chiar înainte de ultima revenire a temei principale și una chiar chiar înainte de finalul părții, care se încheie cu un contrast dinamic izbitor; pianul interpretează o melodie tăcută dar orchestra încheie partea în mod agresiv.
Această parte durează între opt și nouă minute.